# Nils Ericson

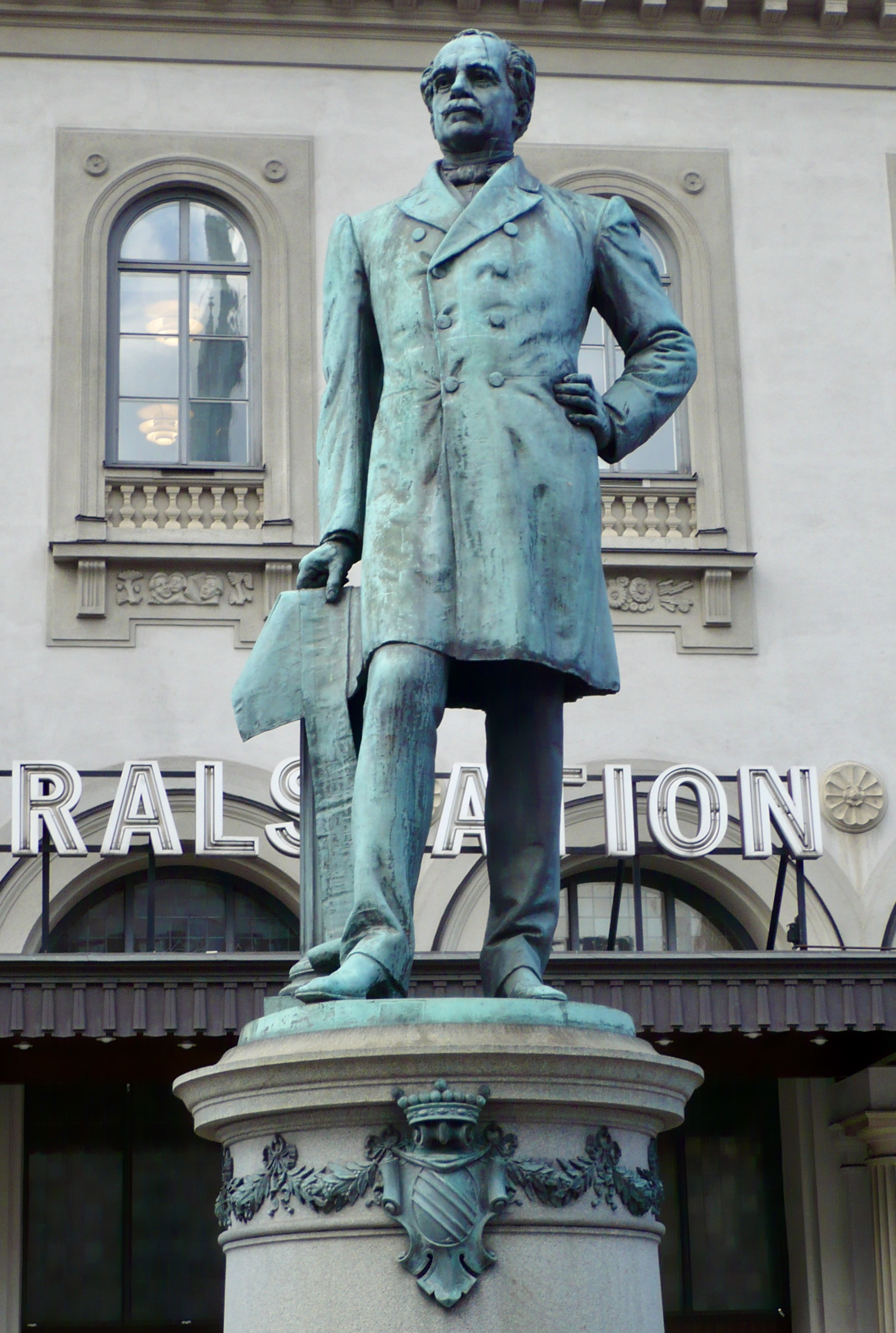
John Börjessons staty av Nils Ericson, uppsatt 1893 i Järnvägsparken, nu på Centralplan utanför Stockholms centralstation.

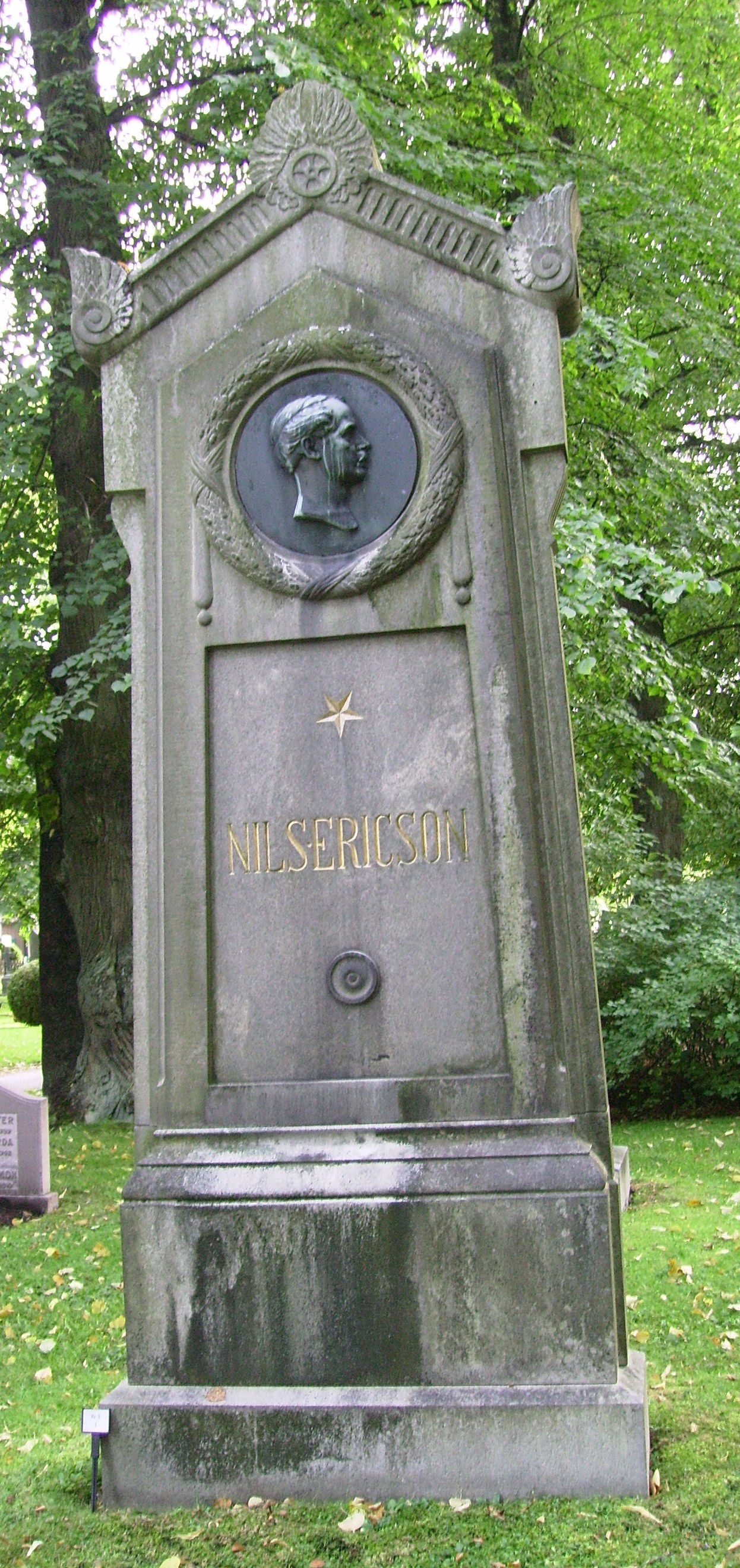
Nils Ericsons gravvård på Norra begravningsplatsen i Solna kommun.

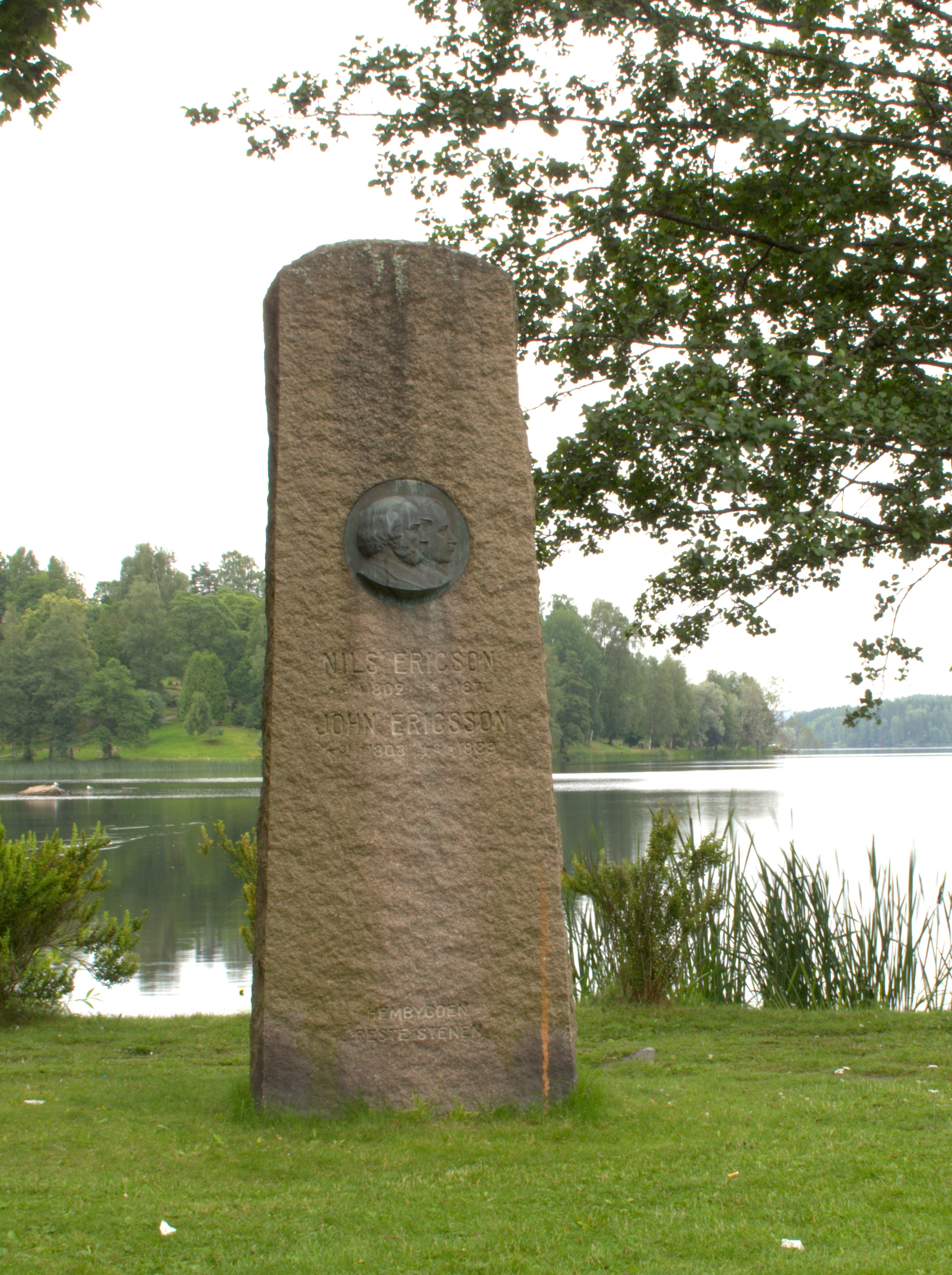
Minnessten över bröderna Nils Ericsson och John Ericsson i Filipstad. Text på stenens framsida: "Filipstad. Minnesstenen över Nils och John Ericsson." Minnesstenen restes för att hedra bröderna John och Nils Ericsson uppfördes 1953 på kyrkviken. Hela 150 år efter Johns födsel. Minnet är designad av Astri Taube.

Nils Ericson, ursprungligen Ericsson, född 31 januari 1802 i Långbanshyttan i Värmland, död 8 september 1870 i Stockholm, var en svensk friherre och ingenjör.

## Familj
Nils Ericsson var son till Olof Ericsson och Sophia Yngström samt äldre bror till uppfinnaren John Ericsson. Han gifte sig den 30 april 1833 med Wendela von Schwerin, dotter till greve Ph. W. von Schwerin i Östergötland. I äktenskapet blev han far till John, Hedda, Carl, Werner och Ebba Ericson.

## Kanalbyggaren
Bröderna gick i lära bland annat hos Baltzar von Platen vid Göta kanal och AB Motala Verkstad. Under arbetet vid anläggandet av Göta kanal tjänstgjorde Nils Ericsson som nivellör och stationschef. Efter arbetet med Göta kanal blev Nils chef för västra kanaldistriktet. Bland de vattenbyggnadsarbeten, åt vilka han kom att ägna sig, kan nämnas Säffle kanal, Karlstads hamn- och kanalbyggnad samt Albrektssunds kanal, Dalslands kanal och akvedukten i Håverud. Han utförde också undersökningar för en tilltänkt kanal i Norra Dalsland och för att försätta Klarälvens nedre lopp i segelbart skick. 1830–1844 var hans huvudverksamhet knuten till Västsveriges största kanalverk, Trollhätte kanal. 1837 uppgjorde Nils Ericsson en antagen plan för kanalens ombyggnad, som under hans ledning fullbordades 1844. Även efter kanalens fullbordande kvarstod Ericsson som chef för Trollhätte kanalverk fram till 1866. I sin monografi (1911) om denna kanals historia lämnade Samuel Ebbe Bring en ingående redogörelse för Nils Ericsons avgörande och betydelsefulla insats. Han byggde även en kanal som rinner genom Byttorp. Han upprättade förslag till och ledde ombyggnaden av Slussen och Skeppsbrokajen i Stockholm samt utförandet av Saima kanal. Även efter sin avgång som chef för Trollhätte kanalverk 1866 ägnade han sitt intresse åt ingenjörsarbeten, och uppgorde den nya stadsplanen för Gävle stad efter branden 1869.
Ericson tjänstgjorde samtidigt som fortifikationofficer, han blev 1823 underlöjtnant, och 1830 kapten vid Flottans mekaniska kår. 1850 befordrades han till överste.
År 1830 blev Nils Ericson Trollhättebolagets mekanikus. Han fullbordade september 1832 Ströms kanal vid Göta älv med slussar av samma dimensioner som Göta kanals.
Nils Ericson ansvarade för en mängd kanalbyggen i Sverige samt ledde arbetet på den nya slussen mellan Mälaren och Saltsjön i Stockholm. Han konstruerade även östra och västra torrdockan på Beckholmen i Stockholm som blev klara 1848 och som används efter ombyggnader än idag.

## Järnvägsbyggaren
Under 1800-talet började järnvägsbygget ta fart i Sverige och år 1854 beslutade riksdagen att staten skulle bygga stambanor i Sverige. Till chef för arbetet utsågs Nils Ericson och året därpå inleddes arbetet efter den av Ericsson utformade planen för samtliga stambanor i södra och mellersta Sverige.
Förtroendeuppdraget att bygga Sveriges statsbanor innebar att han bekläddes med oinskränkt rätt att efter eget beprövande och på eget ansvar leda arbetet i alla dess delar. En så stor makt hade aldrig under hela århundradet lagts i en enskild svensk mans hand. Det blev snart ett ramaskri över den "inkonstitutionella maktfullkomlighet" som han utrustats med. Särskilt anmärktes det inom riksdagens statsutskott på den överflödiga soliditeten vid våra järnvägsbyggnader. På detta svarade Nils Ericson: "Kostnaden glöms, men ett arbete, som icke motsvarar sitt ändamål, glöms aldrig."
Utformningen av järnvägar och järnvägsbroar i Sverige har gjort honom till en framträdande gestalt inom svensk järnvägshistoria. När han avgick 1862 hade banorna Stockholm-Göteborg, Malmö-Älmhult, Falköping-Mullsjö och Hallsberg-Örebro fullbordats under hans ledning. Även efter hans avgång kom hans åsikter i fråga om järnvägsnätets fullbordan att väga tungt och arbetet kom att fortsättas efter de av Nils Ericsson uppdragna planerna. Han var även drivande kraft bakom Sammanbindningsbanans sträckning som invigdes 1871 samtidigt med Stockholms centralstation.
Riksdagen beviljade Ericson vid hans avgång en årlig pension på 15 000 riksdaler.

## Utmärkelser och monument[12]
- Riddare av Vasaorden - 4 juli 1841
- Riddare av Nordstjärneorden - 14 oktober 1844
- Utnämndes 1844 till ledamot av Kungliga Krigsvetenskapsakademien
- Utnämndes den 9 april 1845 till ledamot nummer 482 av Kungliga Vetenskapsakademien.
- Kommendör av Vasaorden - 28 november 1850
- Kommendör av norska Sankt Olavs Orden - 31 mars 1851
- Adlades den 4 november 1854, och tog bort ett s ur sitt efternamn, vilket upprörde den temperamentsfulle brodern John Ericsson
- Riddare av andra klassen med briljanter av ryska Sankt Annas orden - 1856
- Kommendör med stora korset av Vasaorden - 4 oktober 1858
- Upphöjd till friherre i samband med Karl XV:s kröning den 4 maj 1860.[13]
- Erhöll storkorset av Vasaorden med briljanter den 4 november 1862, då Västra stambanan invigdes i Göteborg.[14]
- Efter hans avgång (pensionering) 1862 beslöt Sveriges riksdag 1863 om en livstids statspension om 15 000 riksdaler årligen.[14]

En staty över Nils Ericson gestaltad av John Börjeson restes 1893 i den dåvarande Järnvägsparken i Stockholm (som låg söder om stationshuset, men som försvann då Centralbron byggdes), men flyttades under 1960-talet till kajen vid Tegelbacken. Fick sin nuvarande plats 1993 utanför Stockholms centrals huvudingång på Vasagatan. Det finns även en rest sten med en bronsrelief med Ericsons porträtt vid Trollhätte kanal, en gymnasieskola grundades även i hans namn i Trollhättan, Nils Ericsongymnasiet. Göteborgs busstation (från 1996) kallas Nils Ericsonterminalen efter honom.